# 존 바실론
존 바실론(영어: John Basilone, 1916년 11월 4일 ~ 1945년 2월 19일)은 미국의 군인이다. 제2차 세계 대전중 과달카날 전역에서 영웅적인 전적을 세워 미국군이 받을 수 있는 최고의 무공훈장인 명예 훈장(Medal of Honor)을 받았다. 이후 제5사단 제27연대 소속으로 이오지마 전투에서 작전 중 사망했다. 그는 사후(死後) 해군 십자 훈장도 받음으로써, 미 해병대에서 명예 훈장과 십자 훈장을 함께 받은 유일한 군인이 되었다.
1934년 미국 육군에 입대하여 필리핀 등에서 3년간 복무했고, 만기 제대 후 트럭 운전수로 일하다가, 1940년 6월 3일 미 해병대에 재입대했다. 1942년 8월 남태평양에서 벌어진 과달카날 전역에 해병 제1사단 소속으로 참전했고, 헨더슨 필드 전투에서 기관총 분대를 이끌며 수적으로 압도적인 일본군의 공격을 저지한 공로로 명예 훈장을 받았다.
전쟁 영웅으로 유명세를 활용하여 1943년 9월부터 미국 전역을 순회하며 전쟁 채권 판매 홍보 활동을 했다. 이후, 해병대의 장교 임관과 교관직 제의를 거절하고 전장에 복귀했고, 1945년 2월 이오지마 전투에 참가하여 전사했다. 사후 해군 십자 훈장을 받았다.

## 매체
HBO의 드라마 퍼시픽에 등장했다.